# Aphodius varians
Aphodius varians là một loài bọ cánh cứng trong họ Scarabaeidae. Loài này được Duftschmid miêu tả khoa học năm 1805.